# Цыганов, Евгений Терентьевич
Евгений Терентьевич Цыганов (22.08.1921, Баку — 23.05.1971, Таллин) — советский лётчик-ас истребительной авиации ВМФ СССР во время Великой Отечественной войны, Герой Советского Союза (22.01.1944). Генерал-майор авиации (9.05.1961).

## Биография
Родился 22 августа 1921 года в городе Баку. Член ВКП(б)/КПСС с 1941 года. Окончил 10 классов. В 1938 году окончил Бакинский аэроклуб, был в нём лётчиком-инструктором.
В ноябре 1939 года призван в Военно-морской флот и направлен в лётное училище. В 1940 году окончил с отличием Военно-морское авиационное училище имени И. В. Сталина в городе Ейске. Получил назначение в 5-й истребительный авиационный полк ВВС Балтийского флота на должность младшего лётчика.
В боях Великой Отечественной войны с июня 1941 года. В июле передан в состав 104-й отдельной истребительной авиационной эскадрильи, с которой принимал участие в обороне Прибалтики и в обороне Ленинграда. С сентября 1941 года — командир звена 13-го истребительного авиационного полка ВВС КБФ. В составе 3-й эскадрильи этого полка (которой командовал В. Ф. Голубев, много лет спустя очень тепло вспоминавший Е. Цыганова в своих мемуарах) прикрывал небо блокадного Ленинграда и Дорогу жизни через Ладожское озеро. Летал в паре с П. П. Кожановым. В первые полтора года войны летал на истребителе И-16. Первую победу — сбитым оказался совместно с товарищами бомбардировщик Ю-87 на Котлами — одержал уже 15 июля 1941 года.
28 мая 1942 года группа из 5 истребителей под командованием Голубева, в которой Евгений Цыганов летел в паре с Алимом Байсултановым, сорвала бомбовый удар по стоящим на рейде кораблям. В сумерках более 150 пикировщиков Ju-87 пересекли линию фронта в районе Шлиссельбурга и были атакованы нашей пятеркой. В скоротечном бою лётчики сбили 7 самолётов врага, а ещё 5 было на счету зенитчиков. За неравной схваткой наблюдал командующий Балтийским флотом, и через час после посадки на КП полка пришёл приказ о присвоении внеочередных званий всем участвовавшим в бою лётчикам.
С января 1943 года был заместителем командира эскадрильи, а в июне 1943 года, после гибели Кожанова, будучи в звании капитана принял командование 3-й эскадрильей, лучшей в полку. Шесть из двенадцати Героев Советского Союза 4-го гвардейского полка служили в 3-й эскадрилье. Тогда же освоил современный истребитель Ла-5.
К середине июня 1943 года командир 3-й эскадрильи 4-го гвардейского истребительного авиационного полка 1-й гвардейской истребительной авиационной дивизии ВВС Краснознамённого Балтийского флота гвардии капитан Е. Т. Цыганов совершил 492 боевых вылета, из них 120 — на штурмовку и разведку, в 65 воздушных боях сбил 11 самолётов противника лично и 8 в группе. За эти подвиги был представлен к званию Героя.
Указом Президиума Верховного Совета СССР «О присвоении звания Героя Советского Союза офицерскому составу Военно-Морского флота» от 22 января 1944 года за «образцовое выполнение боевых заданий командования на фронте борьбы с немецкими захватчиками и проявленные при этом отвагу и геройство» удостоен звания Героя Советского Союза с вручением ордена Ленина и медали «Золотая Звезда».
В июле 1943 года был отозван с фронта и зачислен лётчиком в 65-й авиационный полк специального назначения ВВС ВМФ. Более в боях не участвовал. Всего за годы войны он совершил 550 боевых вылетов, провёл более 100 воздушных боёв, сбил 12 самолётов противника лично и 8 в группе.
С октября 1943 года состоял в распоряжении командующего ВВС Балтийского флота. С февраля 1944 года — инспектор-лётчик, а также исполняющий обязанности начальника службы воздушной стрельбы и воздушного боя Отдела боевой подготовки Управления ВВС Балтийского флота.
После Победы продолжал службу в Военно-морском флоте. В июле 1945 года окончил Высшие офицерские курсы ВВС ВМФ в Моздоке. После их окончания и далее служил на Балтике: с октября 1945 года — дублёр помощника командира по лётной подготовке и воздушному бою 10-го гвардейского истребительного авиаполка, с марта 1946 года — помощник командира по лётной подготовке и воздушному бою 12-го истребительного авиаполка, с ноября 1947 по декабрь 1950 года — заместитель командира 21-го истребительного авиаполка (в апреле 1948 года переименован в 314-й ИАП).
В 1953 году окончил Военно-морскую академию имени К. Е. Ворошилова. С октября 1953 года — командир 78-го истребительного авиационного полка ВВС Северного флота. С ноября 1955 года — начальник штаба — первый заместитель командира 91-й истребительной авиационной дивизии ВВС Северного флота. В апреле 1957 года вся дивизия была передана в Войска ПВО страны. С апреля 1957 по сентябрь 1958 года — заместитель командира и начальник отдела боевой подготовки Управления Северного корпуса ПВО.
В 1960 году окончил Военную академию Генерального штаба Вооружённых сил СССР. С мая 1960 года — начальник штаба — заместитель командира 19-го корпуса ПВО (Челябинск). С июля 1964 года — заместитель генерал-инспектора инспекции ПВО стран Варшавского договора в Управлении Главнокомандующего Войсками ПВО страны. С июня 1965 года состоял в распоряжении Главнокомандующего Войсками ПВО страны. С августа 1965 года — командир 14-й дивизии ПВО. В 1968 года вышел в запас в звании генерал-майора авиации.
Жил в городе Таллин. Умер 23 мая 1971 года. Похоронен на Лесном кладбище в Таллине.

## Награды
- Герой Советского Союза (22.01.1944)
- Орден Ленина (22.01.1944)
- Четыре ордена Красного Знамени (16.12.1941, 2.05.1942, 19.01.1943, 22.02.1968)
- Орден Красной Звезды (5.11.1954)
- Медаль «За боевые заслуги» (15.11.1950)
- Медаль «За оборону Ленинграда» (1943)
- Медали